# Bachata Rosa
Bachata Rosa ist das fünfte Studioalbum des dominikanischen Sängers und Songwriters Juan Luis Guerra und seiner Gruppe 4.40, das am 11. Dezember 1990 vom lokalen Plattenlabel Karen Records veröffentlicht wurde. Bachata Rosa wurde weltweit über fünf Millionen Mal verkauft und brachte die Musikrichtung Bachata auf der Dominikanischen Republik in den Mainstream und sorgte sogar international für Aufsehen.
1992 wurde eine portugiesische Version unter dem Namen Romançe Rosa auf den Markt gebracht, die in Brasilien Gold gewann. Bachata Rosa gewann den Grammy Award for Best Tropical Latin Album, Lo Nuestro Awards for Tropical Album of the Year und den Titel Group of the Year.
Sieben Singles wurden aus dem Album ausgekoppelt, die im Billboard Hot Latin Songs chart Top-Ten-Hits wurden. Das Album selbst wurde die Nummer eins der Billboard Tropical Albums. Es war über 24 Wochen lang das meistverkaufte Album der Charts und erreichte Platin (Latin field) der Recording Industry Association of America (RIAA) in den USA. In Spanien hielt sich das Album acht Wochen lang auf Nummer eins und in den Niederlanden Nummer zwei und Goldprämierung der Mega Album Top 100. Kritiker lobten Bachata Rosa als das bedeutendste Werk Juan Luis Guerra.

## Hintergrund
Bachata als Musik der ländlichen Gebiete der Dominikanischen Republik galt mit seinen Texte für den Öffentlichkeitsgeschmack häufig als zu grob und zu vulgär. Die Musikrichtung  ist gekennzeichnet durch eine Akustikgitarre, begleitet von Bongotrommeln und Maracas. Nach der Veröffentlichung des Albums Ojalá Que Llueva Café begann Juan Luis Guerra mit dem Genre zu experimentieren, indem er mit der dominikanischen Künstlerin Sonia Silvestre auf deren Album Quiero Andar Bachata zusammenarbeitete. Das Ergebnis war eine frühe Demo von Como Abeja al Panal (Wie eine Biene in die Wabe). Silvestre sagte, Guerra sei bestürzt gewesen, als er erfahren habe, dass Silvestres Album Quiero Andar Bachata sei. Als Como abeja al panal in den Vereinigten Staaten als Single veröffentlicht wurde, wurde es schnell ein Hit. Der Song wurde zuerst für einen Fernseh-Werbespot für den Rum Barceló veröffentlicht.
Nachdem Como Abeja al Panal als Single veröffentlicht worden war und erfolgreich wurde, arbeitete Guerra weiter an Bachata-Musik, die als Schlüsselelement des Albums Bachata Rosa diente. Silvestre erklärte den Namen des Titels dadurch, indem er sagte, dass „Guerras Bachatas rosa/rosig waren, während meine rot waren“. Guerras Bachatas konzentrierte sich auf die Sprache der Unterschicht und verwendete Synthesizer in der Produktion, während Silvestres Bachata sich auf ein synthetisiertes Akkordeon verließ. Die Aufnahmen fanden in Guerras persönlichem Studio „4-40 Studio“ in New York City statt und wurden von Karen Records produziert.

## Musikstil und Komposition
Das Album enthält zehn Tracks, davon vier Bachata Songs. Der Starter ist Rosalia, ein mitreißend fröhliches Merengue-Lied. Como Abeja al Panal beginnt als Bachata-Melodie und wechselt in der Mitte des Songs zu Salsa-Musik, um gegen Ende wieder auf Bachata zurückzufallen. Carta de Amor ist ein Salsa-Track, in dem der Autor einen Brief an seine Geliebte in sein Tagebuch schreibt. Estrellitas y Duendes (Kleine Sterne und Elfen) ist eine Bachatanummer über das Leben und beschreibt die Erinnerungen an eine Geliebte als Regenschauer kleiner Sterne und Elfen. A Pedir su Mano (Um ihre Hand anhalten) ist ein Cover von Lea Lignanzys Lied Dédé Priscilla aus der Zentralafrikanischen Republik, welches Stilmittel von Merengue und Afropop vereint.
La Bilirrubina („Bilirubin“) ist ein Merengue-Song, das einen Mann in einem Krankenhaus beschreibt, der aus Liebe und Eifersucht an einem hohen Bilirubin-Wert leidet, der nur durch Küsse geheilt werden kann, da keine Spritzen oder Operationen wirksam sind. Burbujas de Amor (Blasen der Liebe) ist ein Bachata-Lied über den sexualisierten Wunsch eines Mannes, ein Fisch zu werden und im Goldfischglas seines Geliebten Liebesblasen zu machen. Der letzte Track Acompáñeme Civil ist ein von Beny Peregina gesungener Merengue-Song, der sich mit sozialem Bewusstsein beschäftigt.

## Kommerzieller Erfolg
1991 wurde das Album in den USA über 400.000 mal verkauft. In Lateinamerika wurde Bachata Rosa wirtschaftlich sehr erfolgreich. 200.000 Mal in Chile, 100.000 Tonträger in Argentinien, in Mexiko gingen in die Verkäufe sogar in den Millionenbereich hinein. Der gute Absatz wurde in Spanien mit 530.000 Exemplaren weitergeführt.

## Bachata Rosa World Tour
Das Album wurde mit der Bachata Rosa World Tour in den USA, Lateinamerika und Europa promotet und erreichte 350.000 Fans.
In den USA fand die Tournee in zehn Städten statt und wurde von Billboard mit „The first U.S. tour by Juan Luis Guerra & 4.40, the Latin equivalent of Michael Jackson's tour – die erste US-Tour von Juan Luis Guerra und 4.40, das Latin-Äquivalent zu einer Michael-Jackson-Tournee“ kommentiert. Große Auftritte waren in New York, Los Angeles und Miami.
Weitere Orte waren Mexiko, Chile (XXXII. Viña del Mar International Song Festival) und Spanien. Im Estadio Olimpico von Santo Domingo am 24. Dezember 1991 vor 80.000 Fans.
1992 kamen 70.000 Menschen ins Estadio Nacional von Managua.

## Titel
1. „Rosalía“	 	3:26
2. „Como Abeja al Panal“	4:05
3. „Carta de Amor“	 	4:41
4. „Estrellitas y Duendes“	4:28
5. „A Pedir su Mano“	4:56
6. „La Bilirrubina“	 	4:05
7. „Burbujas de Amor“	4:12
8. „Bachata Rosa“	 	4:20
9. „Reforéstame“ (performed von Adalgisa Pantaleon)	 	4:11
10. „Acompáñeme Civil“ (performed von Beny Peregina)	5:00

## Musiker von Juan Luis Guerra y 440
- Juan Luis Guerra – Gesang, Gitarre
- Daniel Pena – Saxofon
- Armando Beltre – Trompete
- Roberto Olea – Posaune
- Elvis Cabrera – Klavier, Synthesizer
- Marco Hernandez – Synthesizer
- Osvaldo Cesa – Bass
- Roger Zayas – Schlagzeug
- Pedro Peralta – Congas
- Rafael Guzman – Güira
- Isidro Bobadilla – Schlagzeug
- Adalgisa Pantaleon – Gesang

- Luis Del Rosario – Saxofon
- Femin Cruz – Trompete
- Manuel Tejada – Klavier, Synthesizer
- Yanino Rosada – Klavier
- Gonzalo Rubalcaba – Klavier
- Robert Juandor – Bass, Maracas
- Hector Santana – Bass
- Guy Frometa – Schlagzeug
- Alberto Machuca – Bongos, Cencerro
- Gadwin Vargas – Congas
- Pichi Perez – Güiro, Maracas
- Henry Garcia – Güiro, Background-Gesang
- Santiago Martinez – Timbal
- Mariela Mercado – Background-Gesang
- Sonia Silvestre – Background-Gesang
- Victor Victor – Background-Gesang
- Robert Juandor – Background-Gesang